# Вега-2 (фотоаппарат)
Ве́га-2 — советский миниатюрный (микроформатный) шкальный фотоаппарат, выпускавшийся на киевском заводе «Арсенал» с 1961 по 1964 год.
Фактически представляет модифицированную камеру «Киев-Вега» с объективом, допускающим наведение на резкость (фокусировку).

## Технические данные
- В фотоаппарате применяется 16-мм неперфорированная или перфорированная фотокиноплёнка в кассете с увеличенной ёмкостью (за счёт уменьшения диаметра вала бесфланцевой приёмной катушки с 12,5 мм до 11 мм; соответственно, кассета увеличенной ёмкости не подходила к камерам «Киев-Вега», обратный вариант допустим), внешне похожей на кассету типа 110. Кассета рассчитана на 30 кадров размером 10×14 мм. Обратная перемотка плёнки невозможна. Возможна в любое время смена кассеты, при этом засвечивалась только небольшая часть фотоплёнки (около 20 мм).
- Корпус — металлический, состоит из наружного съёмного кожуха и внутреннего светонепроницаемого корпуса, в котором находится объектив, затвор, механизм перемотки плёнки. Во внешнем съёмном алюминиевом кожухе находится видоискатель, в транспортном положении кожух закрывает кнопку спуска, затвор, объектив и кольцо фокусировки. Взвод затвора и перемотка плёнки производится вдвижением-выдвижением внутреннего корпуса фотоаппарата в кожух.
- Затвор шторный, с горизонтальным движением металлических шторок. Расположен перед объективом. Затвор имеет постоянную щель, длительность выдержки регулируется изменением скорости движения шторок. Возможна отработка только трёх выдержек — 1/30, 1/60 и 1/200 секунды. Во взведённом состоянии на шторке видна метка красного цвета. Установка выдержек — кольцом, выведенным на боковую стенку камеры.
- Счётчик кадров автоматический самосбрасывающийся.
- На внутреннем корпусе установлен синхроконтакт «Х», выдержка синхронизации — любая. Обойма для фотовспышки отсутствует.
- Видоискатель рамочный, визирование возможно только при выдвинутом кожухе.
- Объектив «Индустар-М», просветлённый, относительное отверстие 1:3,5, фокусное расстояние 23 мм.
- Диафрагма двухлепестковая, с квадратным отверстием диафрагмы. Управление — кольцом, выведенным на боковую стенку камеры.
- На внешнем кожухе находится калькулятор — табличный экспонометр для приблизительного определения выдержки и диафрагмы по погодным условиям.
- Фотоаппарат комплектовался мягким чехлом и темляком, красным и жёлтым светофильтрами в специальных рамках. В комплект входил диск для наиболее распространённого в те годы односпирального фотобачка.
- Штативное гнездо отсутствует.

## Галерея
- Комплект: фотоаппарат «Вега-2», мягкий футляр, кассета в футляре, 16-мм фотоплёнка «ФОТО-65»
- «Вега-2», передняя панель
- «Вега-2», вид на окно видоискателя

## Следующая модель
- «Киев-30» — шкальный фотоаппарат с размером кадра 13×17 мм.